# Carlos Lemos (actor)
Carlos García Lemos (Ciudad Real, 11 de junio de 1909 - Madrid, 22 de febrero de 1988) fue un actor español, hermano de la actriz Lola Lemos y sobrino del actor Gaspar Campos.

## Biografía
Hijo y nieto de actores, su padre, que era maestro, tuvo que dejar su profesión para hacerse actor y seguir a la familia materna. Carlos fue el primero de sus cinco hijos, por lo que conoció grandes estrecheces económicas. Realizó su primera interpretación a los tres años en La reina mora. A los diez se quedó huérfano de padre. Tuvo entonces que ponerse a trabajar para sacar adelante a su familia, que tuvo incluso que viajar de caridad y pedir ayuda por los pueblos. Carlos fue recadero y vendedor ambulante. 
A los veinte años, recomendado por su tío, el actor Gaspar Campos, entró a formar parte de la compañía de Rosario Pino y Emilio Thuillier. Cinco años después pasa a formar parte del elenco de Manuel París, y dos años más tarde viaja a Buenos Aires con la compañía de Juan Bonafé. Lola Membrives reconoce su talento y lo contrata para su compañía; representó en el Coliseum de Madrid Bodas de sangre, de García Lorca, en 1935. Formó compañía propia con José Pallarés y en 1937 representó Los intereses creados de Jacinto Benavente; Otelo, de Shakespeare; La vida es sueño, de Calderón de la Barca, y el Don Juan Tenorio, de José Zorrilla.
Ingresó como titular en el Teatro de la Comedia y compartió escenario con Elvira Noriega, Manuel González y Mariano Azaña. Allí estrenó varias obras de Enrique Jardiel Poncela, por ejemplo Eloísa está debajo de un almedro (1940) y, en 1941, El amor sólo dura 2000 metros y Los ladrones somos gente honrada. Con la compañía Lope de Vega, dirigida por José Tamayo, realizó una gira de dos años por América, y a su regreso estrenó en España la obra de Arthur Miller La muerte de un viajante (1952).
Más adelante, pasó al Teatro Español, y participó en los montajes de Don Juan Tenorio, La vida es sueño, Otelo y La muerte de un viajante, pero también en Un soñador para un pueblo, 1958 y Las Meninas, 1960 (ambas, de Buero Vallejo y dirigidas por José Tamayo), En Flandes se ha puesto el sol (1961) de Eduardo Marquina, El rey Lear (montaje de 1966 con dirección de Miguel Narros y con Berta Riaza, Julieta Serrano y Ana Belén en los papeles de Gonerila, Regania y Cordelia), El alcalde de Zalamea, Tierra baja, Los intereses creados, de las que ofreció hasta mil representaciones.
Participó también en el Festival de Teatro Clásico de Mérida con obras como La Orestiada (1959), de Esquilo, El cerco de Numancia (1961), de Miguel de Cervantes, Rómulo el grande (1965), de Durrenmatt, Orestes (1977), de Eurípides y La paz (1977), de Aristófanes.
Estrenó El mejor mozo de España (1962), de Alfonso Paso, El baúl de los disfraces (1964) y Los delfines (1969), ambas de Jaime Salom y en 1971 alcanzó un gran triunfo con la interpretación de Max Estrella en Luces de Bohemia de Valle-Inclán. Su carrera teatral se prolongó varios años. Estrenó Diálogo secreto (1984), de Buero Vallejo y Farsa y licencia de la Reina Castiza (1986), de Valle-Inclán, su última aparición escénica.
Su labor como actor cinematográfico es menos conocida. Trabajó en la película de Manuel Mur Oti Los condenados (1953) y en dos de Miguel Iglesias: Después del gran robo (1964) y Muerte en primavera (1966). También en El buque maldito (1973), de Amando d'Ossorio, en El filo del miedo (1967), de Jaime Jesús Balcázar, y en dos películas de Pedro Lazaga, Las cicatrices y Nuevo en esta plaza (1966). Su última aparición en celuloide es en El viaje a ninguna parte, de Fernando Fernán Gómez.
En televisión intervino en docenas de Estudios Uno y Novelas, incluso en la famosa adaptación de «Doce hombres sin piedad», pieza de Reginald Rose, que llevó a cabo Gustavo Pérez Puig en 1973.
Su repertorio teatral abarcaba obras representativas de Pedro Calderón de la Barca, Ramón María del Valle-Inclán, Lope de Vega, Shakespeare, Molière, Bertolt Brecht, Luigi Pirandello, Jean Anouilh y Arthur Miller.
Considerado uno de los mejores actores españoles del siglo XX, recibió entre otros honores el Premio Teatral Ricardo Calvo (1972), el Premio Nacional de Teatro (1970) y la Medalla de Oro al Mérito en las Bellas Artes (1982).

## Trayectoria en Teatro
- Bodas de sangre (1935), de García Lorca.
- Los intereses creados (1937), de Jacinto Benavente
- Eloísa está debajo de un almedro (1940), de Enrique Jardiel Poncela
- El amor sólo dura 2000 metros (1941), de Enrique Jardiel Poncela
- Los ladrones somos gente honrada (1941), de Enrique Jardiel Poncela
- Muerte de un viajante (1952), de Arthur Miller
- El gran teatro del mundo (1952), de Calderón de la Barca
- El cero y el infinito (1952), de Sidney Kingsley.
- Damián (1952), de Joaquín Calvo Sotelo
- El viajero sin equipaje (1953) de Jean Anouilh.
- Corrupción en el Palacio de Justicia (1953), de Ugo Betti
- Bajo el huracán (1953), de Martin Vale
- La divina pelea (1954), de José María Pemán
- Canción de cuna (1954), de Gregorio Martínez Sierra[4]
- Almas prisioneras (1954), de Jacinto Benavente
- Madrugada (1954), de Antonio Buero Vallejo
- La cena de los tres reyes (1954), de Víctor Ruiz Iriarte[5]
- Té y simpatía (1957), de Robert Anderson
- Otelo (1958), de William Shakespeare.
- Un soñador para un pueblo (1958), de Antonio Buero Vallejo
- Don Juan Tenorio (1958), de José Zorrilla
- Enrique IV (1958), de Pirandello
- La muerte de un viajante (1959), de Arthur Miller
- La Orestiada (1959), de Esquilo
- El avaro (1960), de Molière
- En Flandes se ha puesto el sol (1961), de Eduardo Marquina[6]
- Las Meninas (1961), de Antonio Buero Vallejo
- Don Juan Tenorio (1961), de José Zorrilla
- El cerco de Numancia (1961), de Miguel de Cervantes
- En Flandes se ha puesto el sol (1961) de Eduardo Marquina
- El cardenal de España (1962), de Henry de Montherlant
- El mejor mozo de España (1962), de Alfonso Paso
- La tempestad (1963), de Shakespeare[7]
- No hay burlas con el amor (1963), de Calderón de la Barca,[8]
- Don Juan Tenorio (1963), de José Zorrilla
- El baúl de los disfraces (1964), de Jaime Salom
- Una estatua para las palomas (1964), de Ángel Escarzaga
- Epitafio para un soñador (1965), de Adolfo Prego
- Rómulo el grande (1965), de Durrenmatt
- El cerco de Numancia (1966), de Miguel de Cervantes
- El rey Lear (1966), de William Shakespeare
- Los delfines (1969), de Jaime Salom
- El cuaderno rojo (1970), de Robert Marasco
- El avaro (1971), de Molière
- Luces de Bohemia (1971), de Valle-Inclán
- Mirandolina (1972), de Carlo Goldoni
- La ciudad en la que reina un niño (1973), de Henry de Montherlant
- El día que secuestraron al Papa (1973) de Joao Bethencourt
- Orestes (1977), de Eurípides
- La paz (1977), de Aristófanes
- La hija del aire (1982), de Pedro Calderón de la Barca
- La gata sobre el tejado de zinc (1984), de Tennessee Williams.
- Diálogo secreto (1984), de Buero Vallejo
- Farsa y licencia de la Reina Castiza (1986), de Valle-Inclán